# Аргентина на зимних Олимпийских играх 1972
Аргентина принимала участие в Зимних Олимпийских играх 1972 года в Саппоро (Япония) в седьмой раз за свою историю, но не завоевала ни одной медали. Двое спортсменов-горнолыжников составляли аргентинскую сборную: 16-летний Хорхе-Эмилио Лаззарини и 24-летний Карлос Пернер.

## Результаты
Лучшим результатом для аргентинской сборной стало 30 место Карлоса Пернера в слаломе.
Соревнования прошли с 5 по 13 февраля; состязания по скоростному спуску проходили на горе Энива, остальные — в районе Тэйнэ-ку. Данные соревнования одновременно считались соревнованиями 22-го чемпионата мира по горнолыжному спорту.
Мужчины
| Спортсмен              | Соревнование      | Попытка 1 | Попытка 1 | Попытка 2      | Попытка 2 | Результат      | Результат |
| Спортсмен              | Соревнование      | Время     | Место     | Время          | Место     | Время          | Место     |
| ---------------------- | ----------------- | --------- | --------- | -------------- | --------- | -------------- | --------- |
| Хорхе-Эмилио Лаззарини | Скоростной спуск  |           |           |                |           | 2:08.29        | 51        |
| Карлос Пернер          | Скоростной спуск  |           |           |                |           | 2:03.69        | 47        |
| Хорхе-Эмилио Лаззарини | Гигантский слалом | 1:48.72   | 47        | 1:54.96        | 38        | 3:43.68        | 38        |
| Карлос Пернер          | Гигантский слалом | ?         | 43        | не финишировал | -         | не финишировал | -         |

Слалом (мужчины)
| Спортсмен              | Квалификация      | Квалификация | Финал   | Финал | Финал   | Финал | Финал   | Финал |
| Спортсмен              | Время             | Место        | Время 1 | Место | Время 2 | Место | Всего   | Место |
| ---------------------- | ----------------- | ------------ | ------- | ----- | ------- | ----- | ------- | ----- |
| Карлос Пернер          | дисквалифицирован | -            | 1:08.72 | 41    | 1:07.80 | 30    | 2:16.52 | 30    |
| Хорхе-Эмилио Лаззарини | 2:33.86           | 8            | 1:10.45 | 42    | 1:08.49 | 31    | 2:18.94 | 31    |